# L'Affiche
Pour les articles homonymes, voir Affiche.
Pour plus de détails, voir Fiche technique et Distribution.
L'Affiche est un film français réalisé par Jean Epstein et sorti en 1924.

## Synopsis
Une mère ayant vendu une affiche de sa fille, éprouve un remords le jour de sa mort.

## Fiche technique
- Réalisation : Jean Epstein
- Assistant : Gaston Chelles
- Production : Les Films Albatros
- Directeur de la photo : Maurice Desfassiaux (en)
- Décorateurs : Boris Bilinsky, Lazare Meerson
- Durée : 86 minutes

## Distribution
- Nathalie Lissenko : Marie
- Genica Missirio : Richard
- Camille Bardou : Le directeur, père de Richard
- Sylviane de Castillo : La mère de Richard